# Gérard Siracusa

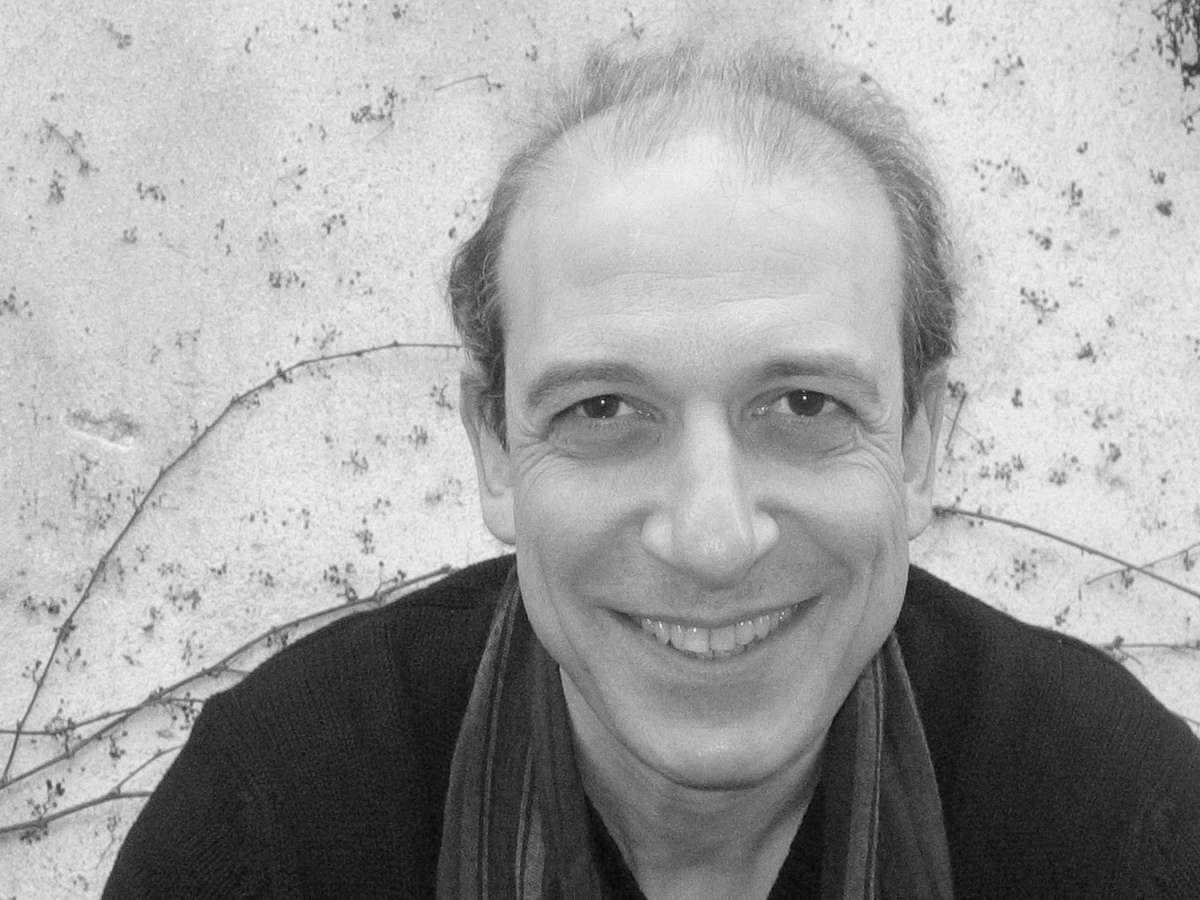
Gérard Siracusa, 2007

Gérard Siracusa (* 6. Oktober 1957 in Tunis) ist ein französischer Perkussionist, Schlagzeuger und Komponist, der sowohl im Bereich des Jazz und der Improvisationsmusik als auch der Neuen Musik hervorgetreten ist.

## Leben und Wirken
Siracusa erhielt seine musikalische Ausbildung in Marseille, Rueil-Malmaison und San Diego. Von 1974 bis 1984 arbeitete er in Marseille mit André Jaume, mit dem er auf sechs Schallplatten zu hören ist, und war eines der Gründungsmitglieder der Groupe de recherche et d' improvisation musicales. Seit 1979 bildete er zudem mit Bernard Vitet und Sylvain Kassap das Trio Molto Mobile. Auch holte ihn Louis Sclavis zu seiner Tour de France; hinzu kam ein Trio mit Jean-Marc Montera und Yves Robert. Auch gehörte er gemeinsam mit Michel Portal, Vinko Globokar, Claude Barthélemy, J.F. Jenny-Clark und Jean-Pierre Drouet zu Diego Massons Ensemble Musique Vivante, das insbesondere komponierte Werke der zeitgenössischen Musik aufführt. Als erster Perkussionist in Frankreich nahm er 1983 ein Soloalbum auf; 1985 gab er Solokonzerte (Solibrius), um dann ein Quartett mit Sclavis, Robert und Mark Dresser zu bilden. Dann arbeitete er mit Claude Tchamitchian, Michel Godard, Renaud Garcia-Fons und Michael Riessler zusammen und gehörte zu Barthélemys Fassung des Orchestre National de Jazz. Valentin Clastrier holte ihn 1991 zur Einspielung seiner Hérésie. Mit Riessler war er auch auf den Donaueschinger Musiktagen 1992 (Héloise) zu hören. Dann bildete er mit Kassap, Jean-Marc Padovani, Hélène Labarrière, Franck Tortiller, François Corneloup und Manuel Denizet das Kollektiv Incidences. Auch nahm er mit Un Drame Musical Instantané, mit Michel Doneda und mit Nelly Pouget auf. Auch war er an Einspielungen von Werken von Klaus Huber, Nicolas Vérin, Jacques Diennet oder Denys Bouliane beteiligt und komponierte für Hörspiele.

## Diskographische Hinweise
- Jardins De Paille - Percussion Solo (1983)
- Slumberland (mit Louis Sclavis, Yves Robert, Mark Dresser; 1986)
- Clastrier/Godard/Matinier/Riessler/Rizzo/Siracusa Le bûcher des silences (1993)
- Drums Immersion (2006)

## Lexikalischer Eintrag
- Philippe Carles, André Clergeat, Jean-Louis Comolli: Le nouveau dictionnaire du jazz. R. Laffont: Paris 2011